# Cartwrightia intertribalis
Cartwrightia intertribalis is een keversoort uit de familie bladsprietkevers (Scarabaeidae). De wetenschappelijke naam van de soort is voor het eerst geldig gepubliceerd in 1958 door Islas.